# Mare de Déu del Carme de Cabó
La Mare de Déu del Carme de Cabó és una capella de Cabó (Alt Urgell) inclosa a l'Inventari del Patrimoni Arquitectònic de Catalunya.

## Descripció
Petita capella d'una sola nau coberta amb volta i absis pla. A la façana principal hi ha la porta d'arc de mig punt, un petit ull de bou i el campanar d'espadanya d'un sol ull. El parament és de pedres unides amb morter sense fer filades.